# Jean-François Raffaëlli
Jean-François Raffaëlli (født 20. april 1850, død 11. februar 1924) var en fransk maler og raderer af italiensk oprindelse. Hans teknik minder om pointillismens.
Raffaëlli nød ganske kort tid undervisning hos Jean-Léon Gérôme, men udviklede sig så på egen hånd, debuterede i 1870 på Salonen med et landskab og udførte derefter i olie, tegning med olie eller i akvarel- og guachemanér billeder som Moresque (1876), Familie af Bønder (1877), Maire et Conseiller og det pudsige Den Gamle søger Husjomfru (1883) med minutiøst indtrængende karakteristik.
Omkring 1885 (da han atter efter længere pause udstillede på Salonen) blev hans malemåde bredere. I sine landskaber stod han impressionisterne nær. På sit ejendommelige felt: Skildringen af arbejdere og småkårsfolk i storbyens udkanter (senere blev det gadelivet inde på Paris’ boulevarder) gik han sine egne veje med en teknik, der mere er den farvelagte tegnings end maleriets og forenklende samler al kraft på en levende, fuldtro karakteristik af menneskene: De to Smede, Arbejder, der ryger sin Pibe (1886), Absintdrikkere etc. Hvor han ikke nøjes med at tegne med blyant og lignende (Kludesamleren), tegnede han med olie eller olie-pastel (den af Raffaëlli opfundne "Raffaëlli-stift"), koloritten lidet farverig (helst sort på hvidt), skikkelsernes omrids faste, farverne mere med for anskuelighedens end for deres egen skyld — en kunst, der opfattede individualiteterne skarpt og centralt, så de blev typiske, og hvis væsensmærke han selv og andre betegnede som "karakterisme".
Senere udstillede Raffaëlli på Champ-de-Mars: 1891 Le grandpère, Avenue d’Argenteuil med mere, 1892 Neapolitansk Frugtsælger med sit Æsel samt portrætter. Raffaëlli ydede også som portrætmaler noget dygtigt: Edmond de Goncourt, Clémenceau i et Vælgermøde, Germaine Raffaelli, Demoiselle d’honneur, portræt af to unge piger, og mange flere. Andre værker: det ypperlige To gamle Jøder, livfulde gadescener og prospekter, talrige raderinger (ofte i farver): Boulevard des Capucines, Invalidekirken, selvportræt etc., illustrationer til Les types de Paris, Mirbeau’s Lettres de ma chaumière m. m. Hans ny teknik: tørre oliestifter brugte à la pastel ("Raffaëllis Farver") vandt stor udbredelse, men ikke varigt fodfæste.
Raffaëlli virkede også som billedhugger og skrev om kunst (Catal ill. des œuvr. de R., suivi d’une étude des mouvements de l’art moderne et du beau caractériste [1884]; Mes promenades dans le musée du Louvre [2. Oplag, 1913] med mere). På den franske udstilling i København 1888 var Raffaëlli repræsenteret ved Rimfrost, Morgen og Realisten; andre sås på de franske udstillinger i København 1914 og 1920; til Ordrup-Samlingen kom Notre-Dame i Paris. I Luxembourg-Museum i Paris ses blandt andet Les vieux convalescents; i Stockholms Nationalmuseum et havnemotiv med sømænd; Nationalgalleri i Oslo et gadeparti.